# نوکیا ۶۲۶۰ اسلاید

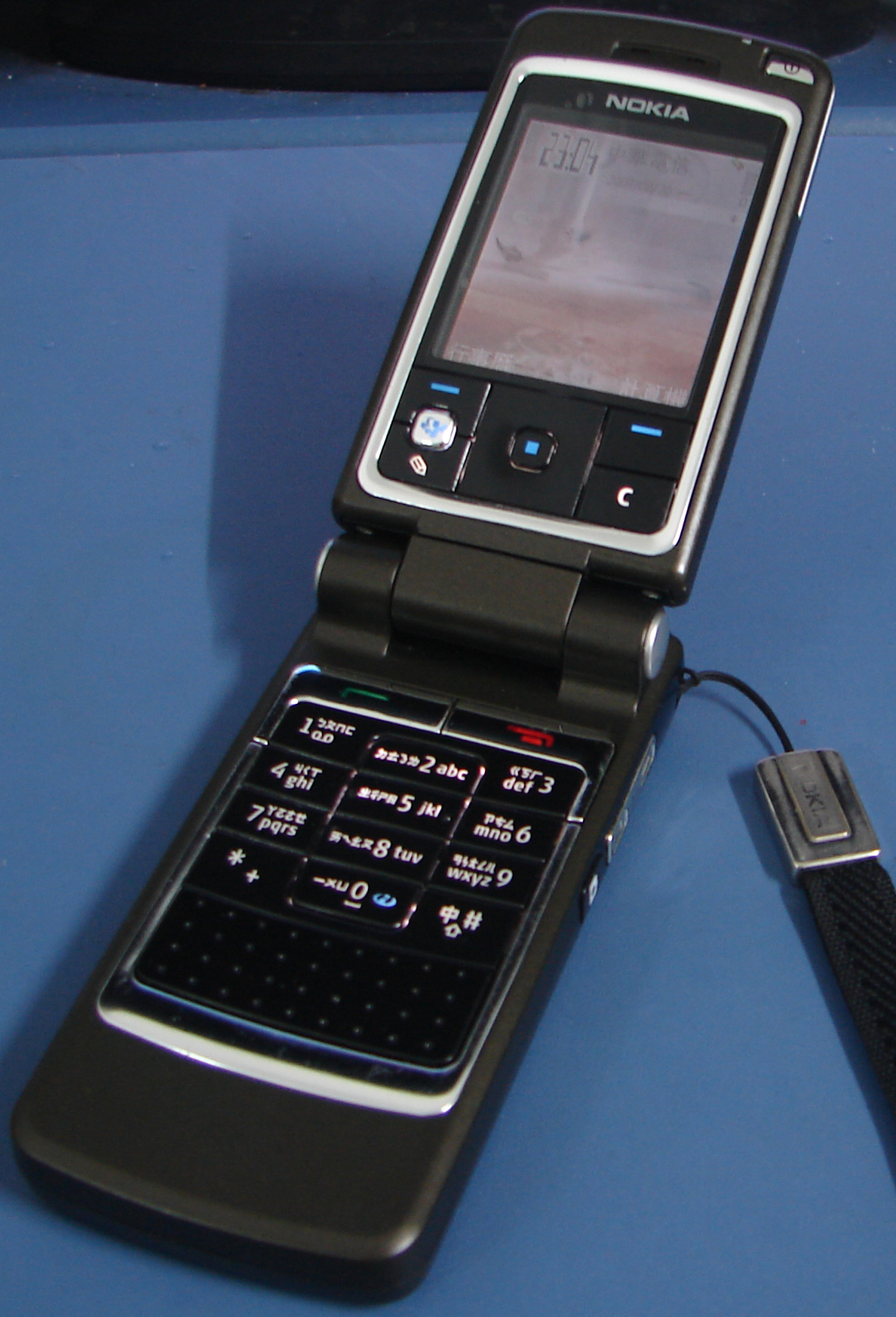
نوکیا ۶۲۶۰ اسلاید

نوکیا ۶۲۶۰ اسلاید یک‌نمونه از گوشی‌های تلفن همراه سری ۶۰۰۰ شرکت نوکیا می‌باشد که توسط همین شرکت به بازار عرضه شده‌است.